# Kemah (Erzincan)
Kemah és una ciutat de Turquia, i forma un districte amb el mateix nom a la província d'Erzincan, a Anatòlia oriental. Kemah és al centre de la província i la seva població total és 7.760 habitants (2014). És estació ferroviària de la línia Sivas-Erzincan.

## Història
Antiga capital de l'Armènia Sofene, fou part del territori armeni i la capital de la regió de Daranaliq a l'alt Eufrates. A la partició d'Armènia el 387 va quedar dins la zona d'influència romana/romana d'Orient.
Fou una fortalesa fronterera que en temps d'omeies i abbàssides va canviar sovint de mans entre àrabs i romans d'Orient. En possessió dels romans d'Orient fou atacada per primer cop per Habib ibn Maslama vers el 645 però fou rebutjat; un segon atac el va dirigir Safwan ibn Muattal vers el 670 però igualment fou rebutjat; però ell mateix va retornar auxiliat per Umar ibn al-Sulami (678/679) i la va conquerir; al cap de poc temps els grecs la van recuperar. Un temps després Maslama ibn Abd al-Malik la va conquerir altre cop i encara va tornar a canviar de mans diverses vegades al segle viii. El 766 estava en mans dels romans d'Orient i el califa al-Mansur va enviar un exèrcit dirigit per al-Abbas ibn Muhammad que la va reconquerir i la va fer servir de punt fronterer per actuar contra els khàzars. Vers el 793 els armenis de Kemakh (Gumukh), maltractats pels romans d'Orient, van entregar la ciutat als àrabs, però al cap d'un any els romans d'Orient la van ocupar novament i excepte per pocs temps durant el regnat d'al-Mamun (813-833) va restar en mans romanes d'Orient fins al 1071.
El primer atac dels turcmans fou el 1057/1058; després de la batalla de Mantziciert del 1071 va passar a mans de Mengudjek Ahmad que hauria rebut el govern de la regió d'Erzindjan de mans d'Alp Arslan (incloent-hi Kemakh). Una inscripció en una mesquita a Divrigi diu que Mungudjek Ahmad havia conquerit Kemakh als infidels. Ahmad la va tenir com a capital i hi fou enterrat el 1118. El 1142 l'emirat dels mengudjèkides es va dividir en tres branques i Kemakh va correspondre a Malik Mahmud; després va passar a la branca d'Erzindjan representada per Mengücekli Davud Shah que fou emir o bey d'Erzindjan i Kemakh. Kaykubad I de Rum va ocupar Kemakh el 1225 i després es va dirigir contra Erzindjan i es va avançar als reforços cridats per l'emir Dawudshah (Davud Shah) que va oferir Kemakh a l'emir d'Erzurum al-Ashraf i al xa de Coràsmia Djalal al-Din Manguberti, però ambdós van refusar intervenir, i les forces de Kaykubad I van ocupar Erzindjan (1228) de la que va concedir el govern al seu fill gran Kaykhusraw, incloent-hi Kemakh.
Després del 1243 quan els mongols van avançar cap a Anatòlia, Kemakh va passar als mongols i tot seguit als ilkhànides. Després del 1335 és difícil seguir la història de Kemakh. Inicialment va quedar en poder d'Eretna, però després va gaudir d'una virtual independència aprofitant la lluita entre el cadi Burhan al-Din i el bey Mutahharten d'Erzurum; el 1394 l'emir de Kemakh fou atacat per Mutaharten i es va sotmetre a Burhan al-Din al que va demanar ajut; el cadi va posar l'emirat sota el seu control directe el 1396/1397, però com un any després va ser ocupada pel sultà otomà Baiazet I.
El 1402 la va ocupar Tamerlà i després de la victòria a la batalla d'Ankara el juliol de 1402 en va concedir el govern a un amir de nom Mirza Shams al-Din, però vers el 1405 o poc després la va ocupar Uthman Kara Yuluk, fundador de la dinastia dels aq qoyunlu. Va restar en les seves mans tot i que fou assetjada pels qara qoyunlu dirigits pel príncep Pir Umar. El aq qoyunlu Uzun Hasan va promulgar les lleis de Kemakh que foren adoptades després pels otomans amb poques variacions.
Els aq qoyunlu van conservar la ciutat fins que el 1502 va passar als safàvides, però després de la batalla de Çaldiran el 1514 va passar als otomans que ja no la van perdre. La seva economia es basava en el comerç en transit per la vall de l'Eufrates.
Vers el 1735 segons Ewliya Çelebi hi havia una guarnició a la ciutat de 500 geníssers i l'economia depenia en part dels jaciments de sal i d'una tela de bona qualitat que es feia a la ciutat. El 1830 tenia unes 400 cases turques i 30 armènies (cosa que dona uns 3.000 habitants). V. Cuinet el 1892 assenyala pel kada o districte una població de 14.500 musulmans, 3.700 armenis i 630 grecs. Durant la I Guerra Mundial fou una posició defensiva important en el front contra els russos.